# Glanstagetes

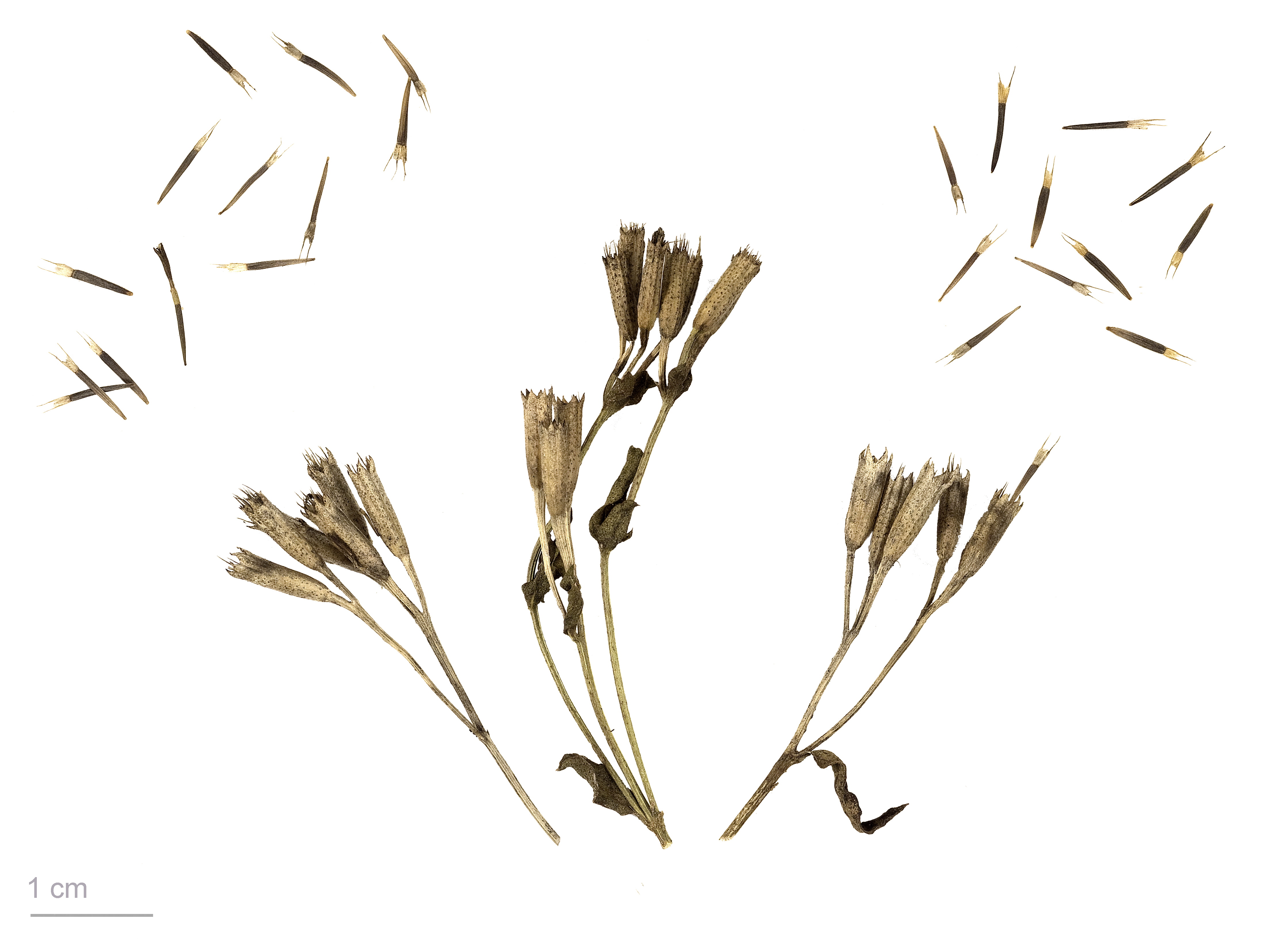
Tagetes lucida

Glanstagetes (Tagetes lucida) är en art av tagetes ur familjen korgblommiga växter. Den kommer ursprungligen från södra Mexiko och Guatemala.
Det är en upprätt, välförgrenad halvbuske som blir 45-75 cm hög. Bleden är smalt lansettlika till avlånga, skinande mellangröna. Krossade blad har en söt doft av dragon och kan användas i sallader. Blomkorgarna blir ca 1,5 cm vida och bär 3-5 gulgula kantblommor. Blommar under sommar höst. Klipper man av överblommade blommor bildas hela tiden nya.

## Odling
Odlas vanligtvis som ettårig i Sverige, men tål lite frost. Den kan också odlas som urnväxt och övervintras svalt, men frostfritt. Kan betecknas som helt frisk och får vanligtvis inga sjukdomar eller angrepp. Föredrar en solig plats, men tolererar halvskugga. Den bör odlas på väldränerad jord och är relativt torktålig som etablerad. Förökas med frön, men stamsticklingar och delning fungerar bra också om man har övervintrat plantor.